# Monte Cristo grófja (regény)
Monte Cristo grófja (Le Comte de Monte-Cristo) Alexandre Dumas 1844-46-ban folytatásokban megjelent regénye.

## Cselekménye
A világirodalmi klasszikussá nőtt mű Edmond Dantès tengerészről szól, akit börtönbe zártak és megvádoltak minden ok nélkül. 14 év várfogság után szökött meg kalandos úton If várából, a félelmetes szigetbörtönből. Kiszabadulása után bosszút állt azokon a személyeken, akik hamisan vádolták. Kalandja során több barátra is szert tett. Egykori rabtársa, a tudós Faria abbé jóvoltából mesés kincs birtokába jutott. Így gazdag emberként térhetett vissza, Monte-Cristo grófja néven. 

## Hatása
A regény nagyon híres mű az egész világon, mindenhol alapműnek és klasszikusnak számít. A világ számtalan iskolájában kötelező olvasmányként is szerepel.
A siker hatására több tévéfilm és mozifilm is készült a regényből (1934, 1943, 1954, 1961, 1975, 2002, 2024, valamint 1998-ban egy sorozat, Gérard Depardieu főszereplésével). A 2002-ben készült verzió, a Monte Cristo grófja a leghíresebb. Musical és színházi darabok formájában is feldolgozták a művet.
Kínában Haj Jen (Hai Yan) Langja pang (Langya bang) című webregényét és a belőle készült sorozatot tartják a „kínai Monte Cristo-grófjának”.

## Szereplők

A szereplők kapcsolatai A Monte Cristo grófja című regényben

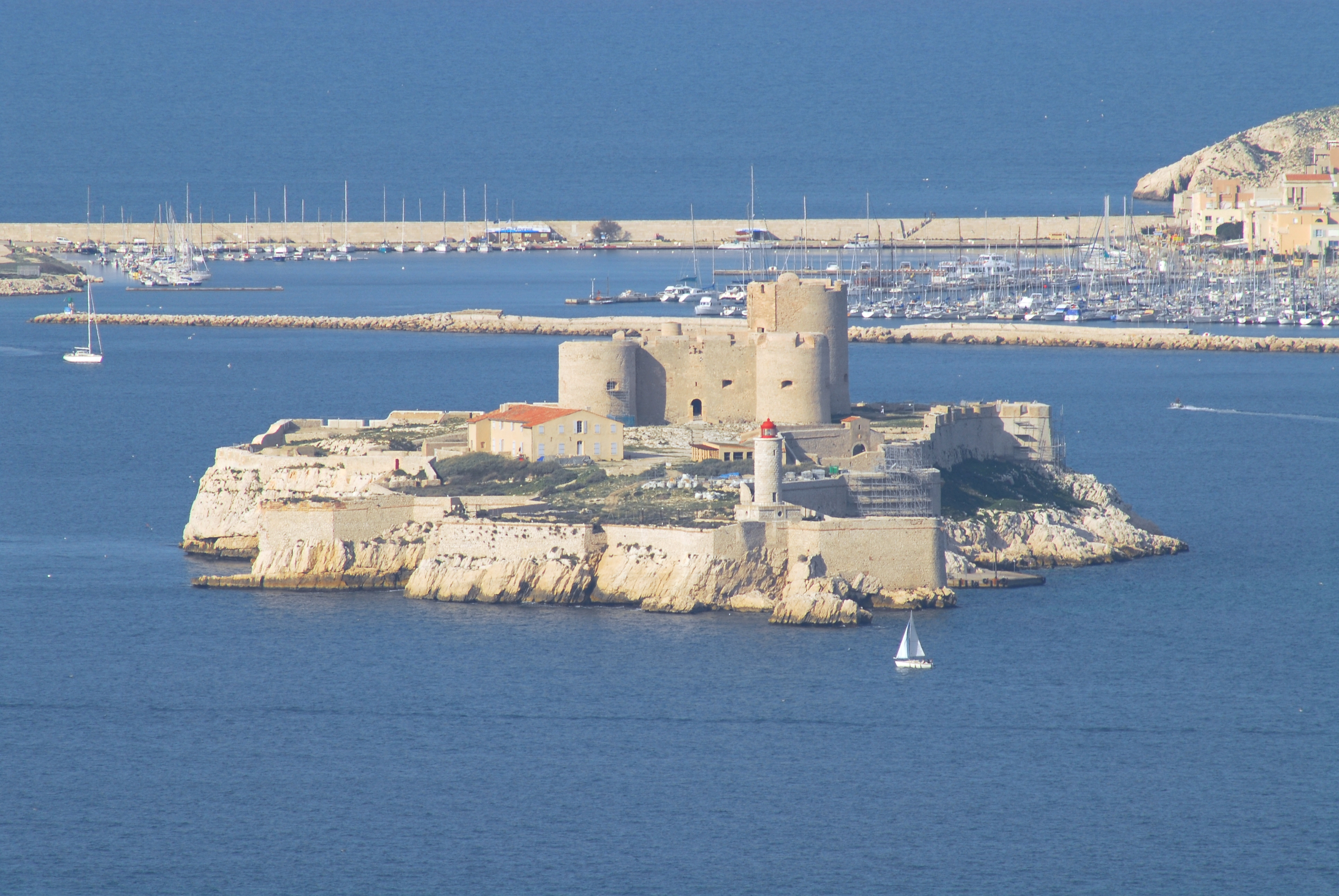
If vára

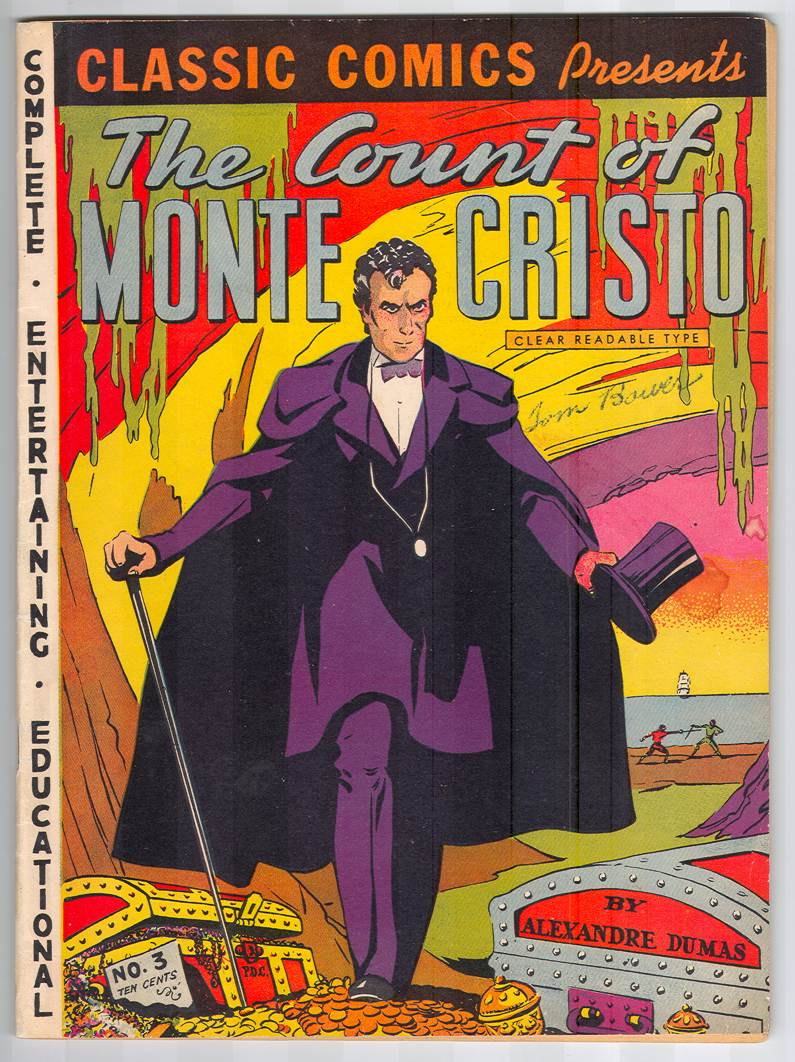
Klasszikus képregény: A Monte Cristo grófja (1942)

## Magyar kiadások
- Gróf Monte-Cristo, 1-6.; fordította: Sió [Cholnoky László]; Ramazetter, Veszprém, 1861–1862
- Monte-Christo grófnak csodás története. Igen szép és mulattató elbeszélés; Rózsa Kálmán és neje, Budapest, 1878
- Gróf Monte-Christo. Regény, 1-2.; fordította: Mártonffy Frigyes; Méhner, Budapest, 1878–1879
- Gróf Monte-Cristo. Regény, 1-4.; fordította: Harsányi Kálmán; Révai, Budapest, 1908
- Gróf Monte Christo. Regény, 1-2.; Tolnai Világlapja, Budapest, 1922
- Gróf Monte Krisztó. Regény, 1-4.; Otthon, Budapest, 1928 (Dumas legszebb regényei)
- Monte-Cristo gróf, 1-5.; fordította: Németh Andor, bev. Szép Ernő; Gutenberg, Budapest, 1930 (A Gutenberg Könyvkiadó Vállalat könyvei)
- Gróf Monte Christo; átdolgozta: Dánielné Lengyel Laura; Béta, Budapest, 1932
- Gróf Monte Christo. Regény; fordította: Nagy Béla; Palladis Ny., Budapest, 1942 (Palladis regénytár)
- Gróf Monte Cristo; a serdültebb ifjúság számára franciából átdolgozta: Gálszécsi István; Péchyné, Budapest, 1943
- Gróf Monte Christo; fordította: Tábori Kornél, Illés Jenő; Nova, Budapest, 1943
- Gróf Monte Christo. Regény; Forrás, Budapest, 1944
- Gróf Monte Christo, 1-2.; átdolgozta: Hornyik János; Testvériség-Egység, Újvidék, 1952
- Monte-Cristo grófja, 1-3.; fordította: Csetényi Erzsi; Európa, Budapest, 1957
- Monte Cristo grófja; fordította: Törőné Tóth Katalin; Új Ex Libris, Budapest, 2002 (Klasszikus ifjúsági regénytár)
- Monte Cristo grófja. Regény; fordította: Csetényi Erzsi, átdolgozta: Majtényi Zoltán; Könyvmolyképző, Szeged, 2007 (Jonatán könyvmolyképző)